# Ghiacciaio Guard
Il ghiacciaio Guard (in inglese Guard Glacier) è un ghiacciaio lungo circa 18 km situato sulla costa di Black, nella parte orientale della Terra di Palmer, in Antartide. Il Guard, il cui punto più alto si trova a circa 745 m s.l.m., è un ghiacciaio tributario del ghiacciaio Murrish a cui unisce il proprio flusso dopo essere disceso verso est lungo il versante meridionale del massiccio Parmelee.

## Storia
Il ghiacciaio Guard fu scoperto da alcuni membri del Programma Antartico degli Stati Uniti d'America di stanza alla base Est che nel 1940 esplorarono questa costa sia via terra che con ricognizioni aeree e fu completamente cartografato nel 1974 dallo United States Geological Survey sulla base di ulteriori ricognizioni effettuate dalla marina militare statunitense negli anni 1960. In seguito, esso fu così battezzato dal Comitato consultivo dei nomi antartici in onore di Charles L. Guard, un biologo del Programma Antartico degli Stati Uniti d'America che, assieme David E. Murrish, nel corso di tre stagioni, dal 1972 al 1975, compì importanti studi sul meccanismo di controllo della circolazione periferica negli uccelli della regione della Penisola Antartica.